# Provinciale weg 326
Der Provinciale weg 326 (Abkürzung als Autoweg: N326, teilweise als Autosnelweg: A326) ist eine Provinzialstraße in der niederländischen Provinz Gelderland, die von Wijchen nach Nijmegen führt.

## Verlauf

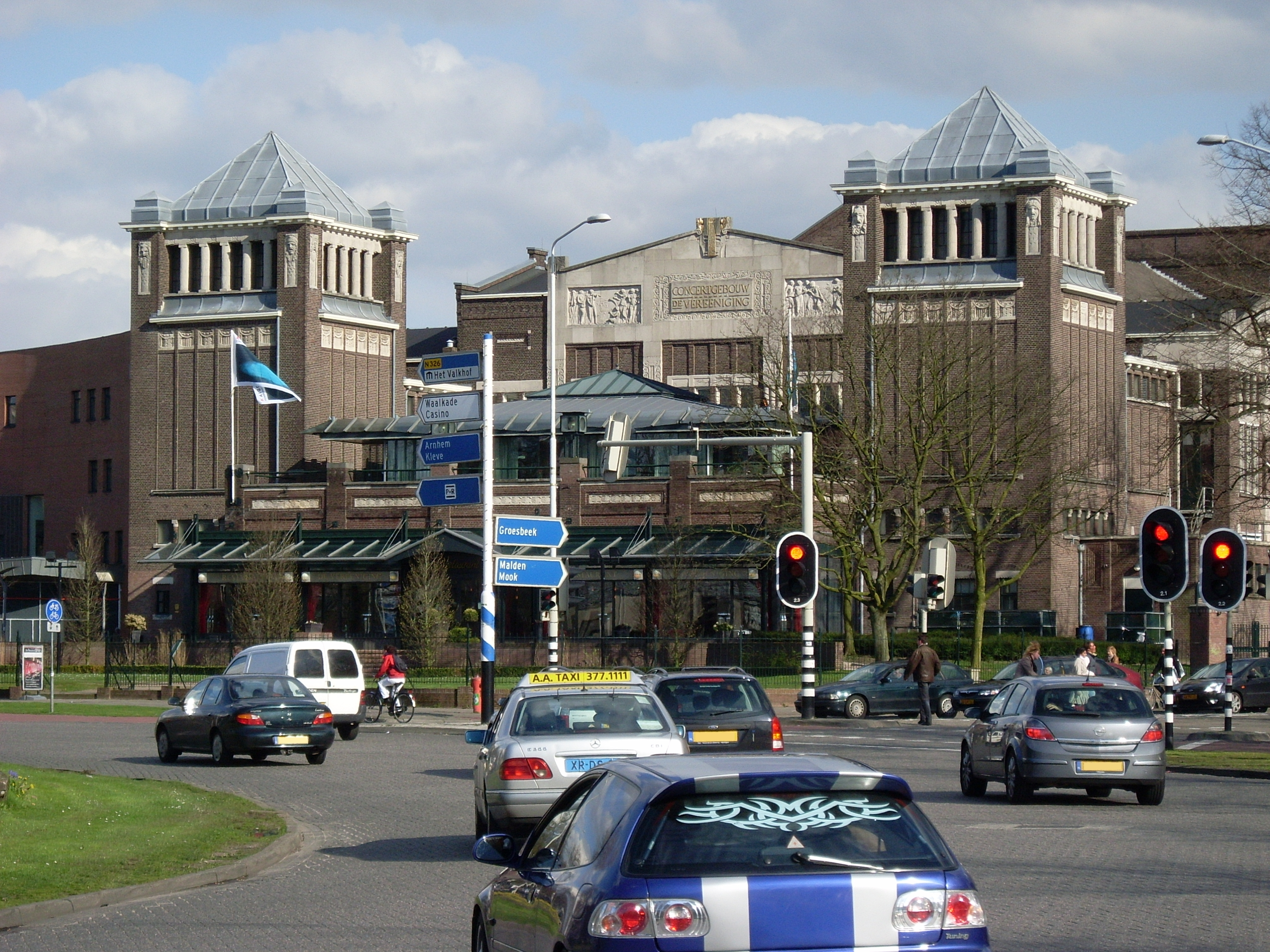
N326 am Keizer Karelplein in Nijmegen

Am Autobahnkreuz Bankhoef der A50 beginnt die Provinzialstraße und verläuft von dort als Autobahn bis zum Palkerplein, der östlich der A73 liegt. Ursprünglich führte die A326 bis zum Autobahnkreuz mit der A73, dem Knooppunt Lindenholt. Durch die Anlegung des Palkerplein ist die Länge des Autobahnabschnittes verkürzt. Seit der Einführung der Stadsroute 103 im Jahre 2014 verläuft deren Wegführung ab dem Palkerplein gemeinsam mit der N326. Im Gemeindegebiet von Nijmegen überführt die Graafsebrug den Maas-Waal-Kanal. Am Keizer Karelplein endet die gemeinsame Wegführung des N326 und der S103. Von diesem Kreisverkehr ist der Bahnhof Nijmegen unmittelbar zu erreichen. Schließlich kreuzt die Straße am Keizer Traianusplein mit dem Provinciale weg 325 in der Nähe der Waalbrücke Nijmegen. Dieser führt weiter nach Arnhem und Kleve.

## Geschichte
Die Provinzialstraße wurde am 12. Juli 1975 als provinciale weg S109 errichtet. Bis zu ihrer Schließung am 1. Juli 2003 befand sich in Fahrtrichtung ’s-Hertogenbosch eine Autobahnraststätte namens Rolenhof, deren Rückstände in der Landschaft noch zu sehen sind. Im Jahre 2018 wurden auf der A50 und der A326 Stauwarnanlagen installiert. Die Kosten für die Testversuche beliefen sich auf 50.000 Euro.